# Heiligenstein (Römerberg)
Heiligenstein ist einer von drei Ortsteilen der Ortsgemeinde Römerberg im Rhein-Pfalz-Kreis in Rheinland-Pfalz. Bis 1969 war er eine selbständige Gemeinde.

## Lage
Heiligenstein liegt in der Oberrheinischen Tiefebene in der Mitte der Ortsgemeinde. Mit dem Nachbarort Berghausen ist der Ort baulich inzwischen zusammengewachsen.

## Geschichte

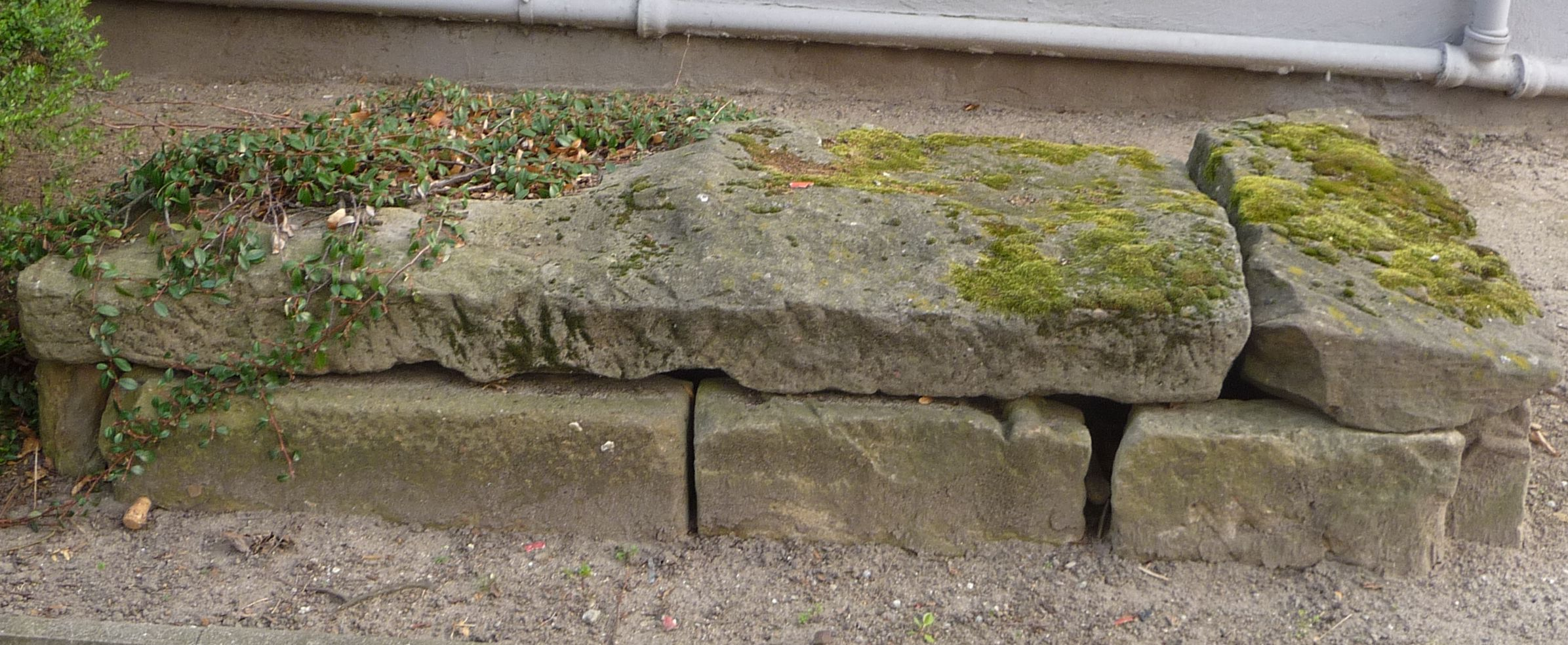
Heiligenstein Plattengrab

Heiligenstein entstand um 500 n. Chr. und wurde vermutlich von den Franken gegründet. Der Ort wurde 1190 unter Namen Heiligsten erstmals genannt, als das Domkapitel zu Speyer das Dorf als Sammelstätte für Abgaben (Zehntsteuer) nannte. 1235 ist bereits eine Kirche bezeugt.
Die Schlacht in den Schwarzwiesen bei Heiligenstein fand 1703 zwischen einer Allianz aus brandenburgischen, hessischen, lüneburgischen und pfälzischen Truppenteilen auf der einen und einem französischen Heer im Rahmen des Spanischen Erbfolgekrieges statt.
Bis zur französischen Revolution gehörte der Ort zum Hochstift Speyer, innerhalb dessen der Ort zeitweise dem Amt Deidesheim und zeitweise dem Amt Marientraut unterstand. Von 1798 bis 1814, als die Pfalz Teil der Französischen Republik (bis 1804) und anschließend Teil des Napoleonischen Kaiserreichs war, war Heiligenstein in den Kanton Speyer eingegliedert. Während dieser Zeit war der Ort Sitz einer Mairie, zu der zusätzlich Harthausen gehörten. 1815 hatte der Ort 520 Einwohner. Im selben Jahr wurde der Ort Österreich zugeschlagen. Bereits ein Jahr später wechselte der Ort in das Königreich Bayern. Von 1818 bis 1862 gehörte er dem Landkommissariat Speyer an; aus diesem ging das Bezirksamt Speyer hervor.
1928 hatte Heiligenstein 1392 Einwohner, die in 231 Wohngebäuden lebten. Die Katholiken besaßen seinerzeit eine Pfarrei vor Ort, während die Protestanten zu derjenigen von Mechtersheim gehörten. Ab 1939 war der Ort Bestandteil des Landkreises Speyer. Nach dem Zweiten Weltkrieg wurde Heiligenstein innerhalb der französischen Besatzungszone Teil des damals neu gebildeten Landes Rheinland-Pfalz. Im Zuge der ersten rheinland-pfälzischen Verwaltungsreform wurde Heiligenstein am 7. Juni 1969 mit den Nachbargemeinden Mechtersheim und Berghausen zur neuen Ortsgemeinde Römerberg (Pfalz) zusammengelegt. Gleichzeitig wechselte der Ort in den Landkreis Ludwigshafen am Rhein, der seit 2004 Rhein-Pfalz-Kreis heißt.

## Wappen
| Wappen von Heiligenstein | Blasonierung: „In Silber eine aufgerichtete seitlich gesehene Pflugschar.“ |
| Wappen von Heiligenstein |                                                                            |

## Kultur
Vor Ort befinden sich insgesamt 13 Objekte, die unter Denkmalschutz stehen. Mit den westlich des Siedlungsgebietes befindlichen Zwei Linden auf dem Friedhof existiert zudem ein Naturdenkmal.

## Infrastruktur
Heiligenstein besitzt an seinem südwestlichen Siedlungsrand einen Bahnhof an der Bahnstrecke Schifferstadt–Wörth. Dieser wurde 1864 eröffnet, als die zuvor in Speyer endende Strecke bis nach Germersheim verlängert wurde. Die Durchbindung nach Wörth erfolgte 1876. Inzwischen ist der frühere Bahnhof betriebstechnisch nur noch ein Haltepunkt; seit 2006 ist er Bestandteil der S-Bahn RheinNeckar. Das ehemalige Empfangsgebäude sowie der Güterschuppen haben für den Bahnbetrieb keine Bedeutung mehr. Zudem verläuft die Buslinie 568 des Verkehrsverbundes Rhein-Neckar über Heiligenstein, die den Ort mit Speyer und Mechtersheim verbindet. Rund zwei Kilometer westlich des Siedlungsgebiets verläuft außerdem die Bundesstraße 9.

## Persönlichkeiten
- Christian Heinrich Gilardone (1798–1874), Dichter, amtierte in Heiligenstein ab 1826 als Gemeindeschreiber.
- Ludwig Kern (1902–1942), Bildhauer, schuf das örtliche Denkmal zum Ersten Weltkrieg.
- Jonas Marz (* 1989), Fußballspieler, spielte bis 2001 beim FV Heiligenstein.
- Elke Schall-Süß (* 1973), Tischtennisspielerin, wuchs vor Ort auf.
- Hans-Günther Kroth (* 1949), Fußballspieler, spielte in der Jugend beim FV Heiligenstein; Bundesligaspieler München 1860, 1. FC Kaiserslautern.